# Love Is Real
Love Is Real är den amerikanska musikern John Maus andra studioalbum.
Det släpptes den 19 november 2007 på skivbolaget Upset The Rhythm.

## Låtlista
| Nr  | Titel                         | Längd |
| --- | ----------------------------- | ----- |
| 1.  | Heaven Is Real                | 4:16  |
| 2.  | Do Your Best                  | 2:45  |
| 3.  | Rights For Gays               | 2:36  |
| 4.  | Love Letters From Hell        | 3:15  |
| 5.  | The Silent Chorus             | 5:00  |
| 6.  | Navy Seals                    | 2:16  |
| 7.  | Pure Rockets                  | 3:21  |
| 8.  | My Whole World's Coming Apart | 3:43  |
| 9.  | Don't Worship The Devil       | 3:41  |
| 10. | Tenebrae                      | 5:19  |
| 11. | Too Much Money                | 3:24  |
| 12. | Green Bouzard                 | 1:00  |
| 13. | Old Town                      | 1:58  |
| 14. | Times Is Weird                | 4:42  |